# Alfa Romeo 6C 2000 "Gazzella"
La 6C 2000 "Gazzella" è un'automobile sviluppata dall'Alfa Romeo tra il 1943 e il 1945.

## Storia
L'ufficio progetti Alfa Romeo, che aveva dal 1940 a capo lo spagnolo Wifredo Ricart, si vide affidare nel 1943 dalla direzione dell'azienda il progetto di una nuova vettura da lanciare al termine del conflitto.
Nonostante molte difficoltà (l'ufficio progetti si era spostato sulle rive del Lago d'Orta), Ricart impostò un progetto moderno: una berlina 5-6 posti a scocca portante con motore 6 cilindri in linea bialbero da 2 litri, sospensioni a barre di torsione trasversali e cambio in blocco con il ponte posteriore. Il modello anticipò la trasmissione transaxle che fu poi montata trent'anni dopo sull'Alfetta. Allo scopo di ottenere la panca anteriore a tre posti, venne realizzato il comando al volante del cambio, azionato da un raffinato sistema idraulico. Il prototipo fu approntato a guerra finita e provato poco dopo con risultati soddisfacenti. 
Tuttavia l'allora commissario straordinario per l'Alfa Romeo, Pasquale Gallo, bocciò la vettura stroncando definitivamente ad ogni possibilità di futuro sviluppo. La sorprendente decisione, in parte spiegabile con l'avversione mostrata da Gallo per la produzione in serie e in parte con la ridotta capacità produttiva dovuta ai danni provocati dai bombardamenti subiti dallo stabilimento del Portello, venne però fortemente criticata dai tecnici del reparto esperienze che ipotizzavano la motivazione politica della bocciatura. In quei mesi, effettivamente, il clima sociale non era affatto tranquillo e nelle grandi fabbriche il controllo esercitato dai Consigli di Gestione poteva influire seriamente sulle scelte aziendali. Comprensibile, quindi, che Gallo abbia preferito non innescare contrasti di natura politica, visto che il progetto era firmato da Wifredo Ricart, noto per le sue simpatie fasciste e rifugiatosi nella Spagna franchista alla caduta del fascismo. Tale dubbio venne polemicamente espresso dall'ing. Gian Paolo Garcea, valente progettista Alfa Romeo, che in un memoriale di confutazione delle motivazioni addotte da Gallo ebbe a scrivere :
 "Cos'è che nella Gazzella non va bene. Il motore forse? Il telaio? La carrozzeria? ... a parere della DPE tali inconvenienti erano talmente trascurabili rispetto a tutto il resto da rendere assolutamente ingiustificato l'abbandono della Gazzella ... Ma se non andiamo errati forse al Commissario non è piaciuta la forma della Gazzella." 
Fui così che la Gazzella non entrò in produzione e si preferì riprendere l'assemblaggio del vecchio modello 6C 2500. Erano stati prodotti componenti per sei vetture, ma ne fu montata solo una.